# Население Сенегала

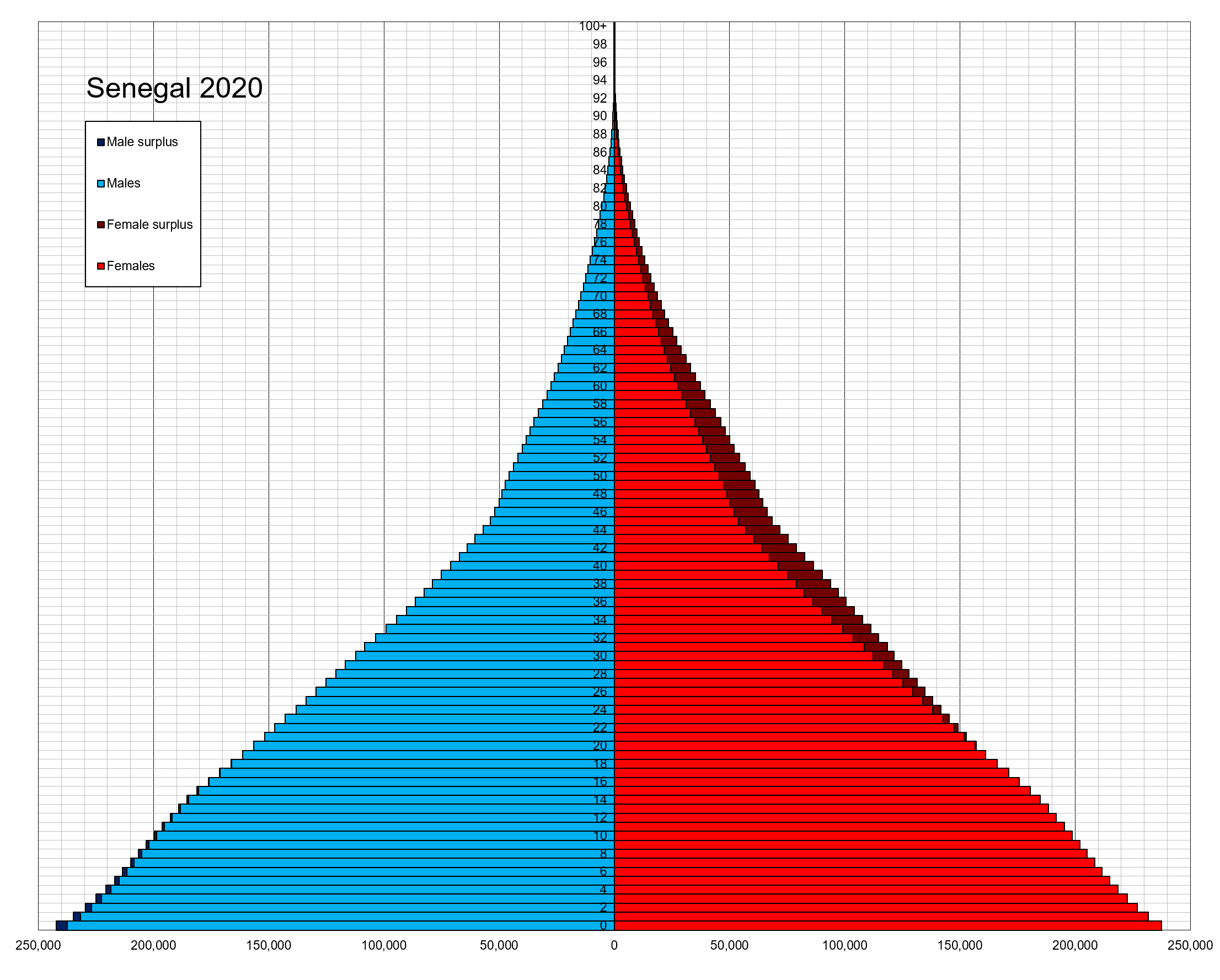
Возрастно-половая пирамида населения Сенегала на 2020 год

Численность населения — 13,7 млн (оценка на июль 2009).
Годовой прирост — 2,7 %.
Средняя продолжительность жизни — 59 лет.
Заражённость вирусом иммунодефицита (ВИЧ) — 1 %.
Этнический состав: около 20 этнических групп, самыми многочисленными из которых являются волоф (43 %), фульбе (24 %) и серер (15 %). Белых (в основном французы) и ливанцев — около 1 %.
Официальный язык — французский, распространены местные языки.
Грамотность — 51 % мужчин, 29 % женщин (оценка на 2002 год).
Большинство сенегальцев — мусульмане (94 %), христиан около 5 %.
70 % населения проживают в сельских районах.

## Население Сенегала
| Год            | Население  |
| -------------- | ---------- |
| 1              | 100 000    |
| 500            | 200 000    |
| 1000           | 500 000    |
| 1500           | 1 000 000  |
| 1700           | 1 300 000  |
| 1800           | 1 500 000  |
| 1900           | 1 800 000  |
| 1930           | 1 909 000  |
| 1940           | 2 291 000  |
| 1950           | 2 653 637  |
| 1960           | 3 269 808  |
| 1970           | 4 317 891  |
| 1980           | 5 787 320  |
| 1990           | 8 000 632  |
| 2000           | 10 678 383 |
| 2009           | 11 516 557 |
| 2050 (прогноз) | 22 711 097 |
| 2100 (прогноз) | 48 303 000 |

Фертильность — 4,36 (2016)